# Landremont
Landremont és un municipi francès situat al departament de Meurthe i Mosel·la i a la regió del Gran Est. L'any 2007 tenia 141 habitants.

## Demografia

### Població
El 2007 la població de fet de Landremont era de 141 persones. Hi havia 56 famílies, de les quals 12 eren unipersonals (12 dones vivint soles i 12 dones vivint soles), 24 parelles sense fills i 20 parelles amb fills.
La població ha evolucionat segons el següent gràfic:
Habitants censats

### Habitatges
El 2007 hi havia 60 habitatges, 55 eren l'habitatge principal de la família, 1 era una segona residència i 4 estaven desocupats. 55 eren cases i 4 eren apartaments. Dels 55 habitatges principals, 47 estaven ocupats pels seus propietaris i 8 estaven llogats i ocupats pels llogaters; 1 tenia dues cambres, 11 en tenien tres, 10 en tenien quatre i 34 en tenien cinc o més. 49 habitatges disposaven pel capbaix d'una plaça de pàrquing. A 19 habitatges hi havia un automòbil i a 29 n'hi havia dos o més.

### Piràmide de població
La piràmide de població per edats i sexe el 2009 era:
| Homes | Edats   | Dones |
| ----- | ------- | ----- |
| 0     | 95 o +  | 0     |
| 0     | 90 a 94 | 0     |
| 0     | 85 a 89 | 1     |
| 0     | 80 a 84 | 1     |
| 3     | 75 a 79 | 5     |
| 4     | 70 a 74 | 4     |
| 7     | 65 a 69 | 4     |
| 3     | 60 a 64 | 2     |
| 2     | 55 a 59 | 4     |
| 4     | 50 a 54 | 2     |
| 3     | 45 a 49 | 5     |
| 7     | 40 a 44 | 6     |
| 5     | 35 a 39 | 7     |
| 3     | 30 a 34 | 2     |
| 0     | 25 a 29 | 0     |
| 1     | 20 a 24 | 5     |
| 9     | 15 a 19 | 4     |
| 8     | 10 a 14 | 8     |
| 2     | 5 a 9   | 2     |
| 2     | 0 a 4   | 1     |

## Economia
El 2007 la població en edat de treballar era de 92 persones, 68 eren actives i 24 eren inactives. De les 68 persones actives 67 estaven ocupades (36 homes i 31 dones) i 1 aturada (1 dona i 1 dona). De les 24 persones inactives 3 estaven jubilades, 15 estaven estudiant i 6 estaven classificades com a «altres inactius».

### Ingressos
El 2009 a Landremont hi havia 57 unitats fiscals que integraven 150 persones, la mediana anual d'ingressos fiscals per persona era de 19.880,5 €.

### Activitats econòmiques
L'any 2000 a Landremont hi havia 3 explotacions agrícoles.

## Poblacions més properes
El següent diagrama mostra les poblacions més properes.